# Skiffle
Skiffle var en populær musikgenre, som dukkede op i 1950'erne som en revival af den gamle afroamerikanske jug band-musik. I skiffle indgår et vaskebræt på lige fod med andre populære instrumenter.
Genren fik en opblomstning i Storbritannien i 1950'erne. En af de mest kendte skifflemusikere var Lonnie Donegan som bl.a. havde hits som "Have a drink on me" og "Does your chewing gum lose its flavour (on the bedpost overnight)?". Mange britiske musikere fra 1960'erne begyndte deres karriere som skiffle-musikere, eksempelvis Van Morrison, Alexis Korner, Ronnie Wood, Mick Jagger, Roger Daltrey, Jimmy Page, Ritchie Blackmore, Robin Trower og David Gilmour. Mest kendt er formentlig The Beatles, der udviklede sig fra John Lennons skifflegruppe The Quarrymen.
Stilen fik senere en ny renæssance, da bandet Mungo Jerry i 1971 havde et stort hit med sangen "In the Summertime" og et par år senere et mindre hit med "Lady Rose", der begge havde elementer af skiffle. 